# Budapest XXII. kerületének műemléki listája
Ez a lista Budapest XXII. kerületének műemlékeit tartalmazza.
| Törzsszám | Megnevezés                                                  | kép | cím                     | koordináták                                                  | Megjegyzések                                                                                           |
| --------- | ----------------------------------------------------------- | --- | ----------------------- | ------------------------------------------------------------ | --- |
| 15809     | Római katolikus templom                                     |     | Savoyai Jenő tér        | é. sz. 47° 25′ 44″, k. h. 19° 02′ 11″47.429028°N 19.036389°E | Épült 1753 és 1755 között.                                                                             |
| 15810     | Nepomuki Szent János szobra                                 |     | Hosszúhegy tér          |                                                              | |
| 15811     | Klasszicista kapuzat                                        |     | Kereszt utca 13.        |                                                              | |
| 15812     | Lakóház                                                     |     | Kossuth Lajos utca 36.  |                                                              | |
| 15813     | Kapuépítmény címertartó oroszlánokkal                       |     | Leányka utca 1/b.       |                                                              | |
| 15814     | Kúria                                                       |     | Nagytétényi út 24-28.   |                                                              | |
| 15815     | Római katolikus kápolna                                     |     | Péter Pál utca 1-3.     |                                                              | Épült 1741 és 1743 között.                                                                             |
| 15816     | Lakóház                                                     |     | Péter Pál u. 24.        |                                                              | |
| 15817     | Törley-mauzóleum                                            |     | Sarló utca 6.           | é. sz. 47° 25′ 53″, k. h. 19° 01′ 55″47.431389°N 19.031944°E | Épült 1909-ben.                                                                                        |
| 15818     | Kálvária                                                    |     | Szikla utca 1.          |                                                              | |
| 15819     | Pince-kápolna                                               |     | Kistétény utca 1.       |                                                              | Épült 1780 körül.                                                                                      |
| 15820     | Római katolikus kápolna                                     |     | Kápolna utca 40.        |                                                              | |
| 15821     | Kúria                                                       |     | Nagytétényi út 198.     |                                                              | |
| 15822     | Kálvária                                                    |     | Angeli utca 87-91.      |                                                              | |
| 15823     | Nepomuki Szent János szobra                                 |     | Kastélypark utca 14-16. |                                                              | |
| 15824     | Száraz-Rudnyánszky-kastély                                  |     | Kastélypark u. 9-11.    |                                                              | Épült 1743 és 1751 között. A kastélyban ma az Iparművészeti Múzeum bútortörténeti kiállítása található |
| 15825     | A Rudnyánszky-kastély és a római tábor műmelléki környezete |     | Kastélypark u. 9-11.    |                                                              | |
| 15826     | Szent Orbán-szobor                                          |     | Diótörő út 102.         |                                                              | |
| 15827     | Szent Család-szobor                                         |     | Diótörő út 135.         |                                                              | |
| 15828     | A középkori Csut (Csőt) romjai                              |     | Háros utca 7.           |                                                              | |
| 15829     | Lakóház                                                     |     | Koltói Anna utca 5/b    |                                                              | |
| 15830     | Szentháromság-szoborcsoport                                 |     | Nagytétényi út 284/b    |                                                              | |
| 15831     | Római katolikus templom                                     |     | Nagytétényi út 284/b    |                                                              | Épült 1755 körül.                                                                                      |
| 15832     | Lakóház                                                     |     | Nagytétényi út 259.     |                                                              | |
| 15833     | Lakóház                                                     |     | Nagytétényi út 251.     |                                                              | |
| 15834     | Régi községháza                                             |     | Nagytétényi út 273.     |                                                              | |
| 15835     | Ortodox izraelita imaház                                    |     | Nagytétényi út 283.     |                                                              | |
| 15836     | Szent Flórián-szobor                                        |     | Szent Flórián tér       |                                                              | |
| 15837     | Római tábor maradványai                                     |     | Szent Flórián tér       |                                                              | |
| 15945     | Budafoki városháza                                          |     | Városház tér 11-13.     | é. sz. 47° 25′ 34″, k. h. 19° 02′ 26″47.426111°N 19.040556°E | Épült 1928 és 1929 között.                                                                             |
| 16043     | Sertéshízlalda                                              |     | Campona utca 1-2.       |                                                              | |
| 16210     | Sacelláry-kastély                                           |     | Anna utca 1.            | é. sz. 47° 25′ 46″, k. h. 19° 02′ 06″47.429444°N 19.035000°E | Épült valószínűleg 1895 és 1899 között.                                                                |
| 16211     | Törley-kastély                                              |     | Anna utca 3.            | é. sz. 47° 25′ 48″, k. h. 19° 02′ 04″47.430000°N 19.034444°E | Épült 1890 és 1904 között.                                                                             |
| 16212     | Czuba-Durozier-kastély                                      |     | Péter Pál u. 2–4.       | é. sz. 47° 25′ 43″, k. h. 19° 02′ 04″47.428611°N 19.034444°E | Épült 1884 és 1887 között.                                                                             |